# Yassine Kechta
Yassine Kechta (Parigi, 25 febbraio 2002) è un calciatore marocchino, centrocampista del Le Havre.

## Carriera

### Club
Yassine Kechta ha iniziato la sua carriera nella regione parigina facendo parte delle squadre giovanili di RC France e Paris FC prima di arrivare al Le Havre.
Qui è passato per tutti i livelli dell'academy, raggiungendo nel 2019 gli ottavi di finale di Coppa Gambardella a soli 15 anni.
Ha fatto il suo debutto professionistico con il Le Havre il 15 maggio 2021 rimpiazzando Arouna Sangante in Ligue 2 nella vittoria per 3-2 contro i campioni del Troyes.

### Nazionale
Ha fatto parte delle giovanili del Marocco. Ha preso parte al Torneo UNAF U-17 2018 in cui ha raggiunto la finale. È stato in seguito membro della squadra marocchina che ha partecipato al Campionato africano di calcio Under-17 2019 in Tanzania.
Nel 2021, quando i tornei giovanili internazionali sono ripresi dopo l'interruzione per la pandemia, è stato parte della squadra marocchina che ha raggiunto i quarti di finale della Coppa delle nazioni africane Under-20 2021.
Nel 2024 ha partecipato ai Giochi Olimpici di Parigi, nei quali ha vinto la medaglia di bronzo.

## Statistiche

### Presenze e reti nei club
Statistiche aggiornate al 18 settembre 2023.
| Stagione        | Squadra         | Campionato      | Campionato | Campionato | Coppe nazionali | Coppe nazionali | Coppe nazionali | Coppe continentali | Coppe continentali | Coppe continentali | Altre coppe | Altre coppe | Altre coppe | Totale | Totale | Totale |
| Stagione        | Squadra         | Comp            | Pres       | Reti       | Comp            | Pres            | Reti            | Comp               | Pres               | Reti               | Comp        | Pres        | Reti        | Pres   | Reti   |        |
| --------------- | --------------- | --------------- | ---------- | ---------- | --------------- | --------------- | --------------- | ------------------ | ------------------ | ------------------ | ----------- | ----------- | ----------- | ------ | ------ | ------ |
| 2018-2019       | Le Havre 2      | NAT2            | 5          | 0          |                 | -               | -               |                    | -                  | -                  |             | -           | -           | 5      | 0      |        |
| 2019-2020       | Le Havre 2      | NAT3            | 7          | 0          |                 | -               | -               |                    | -                  | -                  |             | -           | -           | 7      | 0      |        |
| 2020-2021       | Le Havre 2      | NAT3            | 5          | 1          |                 | -               | -               |                    | -                  | -                  |             | -           | -           | 5      | 1      |        |
| 2021-2022       | Le Havre 2      | NAT3            | 17         | 3          |                 | -               | -               |                    | -                  | -                  |             | -           | -           | 17     | 3      |        |
| 2020-2021       | Le Havre        | L2              | 1          | 0          | CF              | 0               | 0               |                    | -                  | -                  |             | -           | -           | 1      | 0      |        |
| 2021-2022       | Le Havre        | L2              | 0          | 0          | CF              | 1               | 0               |                    | -                  | -                  |             | -           | -           | 1      | 0      |        |
| 2022-2023       | Le Havre        | L2              | 28         | 1          | CF              | 1               | 0               |                    | -                  | -                  |             | -           | -           | 29     | 1      |        |
| 2023-2024       | Le Havre        | L1              | 5          | 0          | CF              | 0               | 0               |                    | -                  | -                  |             | -           | -           | 5      | 0      |        |
| Totale carriera | Totale carriera | Totale carriera | 68         | 5          |                 | 2               | 0               |                    | -                  | -                  |             | -           | -           | 70     | 5      |        |

## Palmarès

### Club

#### Competizioni nazionali
- Ligue 2: 1

Le Havre: 2022-2023